# はやかわ文子
はやかわ 文子（はやかわ ふみこ、本名：吉川由美子、1月28日 - ）は、日本の漫画家。群馬県富岡市出身。

## 略歴
1980年に『ジ・アニメ』特別増刊『は〜い』に掲載された『イースター記』でデビュー。
1987年より『聖夜魔宴』などのホラー作品を手がける。

## 作品
近代映画社
- イースター記（『ジ・アニメ』特別増刊『は〜い』1980年）

秋田書店
- ディアナの載冠（『ボニータ』1981年9月号 - 1982年8月号）
- 夜想曲（『ボニータ』1982年10月号）
- 鏡の家（『ボニータ』1982年12月号）
- 緋色の研究（『ボニータ』1983年2月号・3月号） - 前後編。
- 俊 白い部屋（『デラックスボニータ』1983年4月号）
- 舞台裏のマリオネット（『ボニータ』1983年5月号）
- 時の断崖（『ボニータ』1983年7月号）
- ヨコハマあんばらんす（『ボニータ』1983年9月号）
- 理由なき犯行（『ボニータ』1983年11月号）
- 鎌倉あんばらんす（『ボニータ』1984年1月号）
- チャーリーチャーリー（『LET'Sボニータ』1984年新春大増刊号・1984年No.2）
- 横須賀あんばらんす（『ボニータ』1984年4月号）
- サタデーナイトあんばらんす（『ボニータ』1984年6月号）
- 華火葬妖変（『ボニータ』1984年8月号）
- Big Waveあんばらんす（『ボニータ』1984年10月号）
- ゴールドメモリーあんばらんす（『ボニータ』1984年12月号）
- 長崎番外あんばらんす（任侠編）（『ボニータ』1985年2月号）
- ヨコハマあんばらんす危機一髪（『ボニータ』1985年4月号）
- ヨコハマあんばらんす兄弟甲子園（『ボニータ』1985年6月号）
- 怪談ヨコハマあんばらんす（『ボニータ』1985年8月号）
- 朝日にウイニングボール!（『ボニータ』1985年11月号）
- 遠く星より（『ボニータ』1986年1月号）
- 狙われた少年（『ボニータ』1986年4月号）
- 眠れる少年（『ボニータ』1986年6月号）
- 過去のない少年（『ボニータ』1986年8月号）
- 闇の中の少年（『ボニータ』1986年10月号）
- 遠く星より再び（『ボニータ』1986年12月号・1987年1月号） - 前後編。

宙出版
- 神魔の戴冠（『アップルミステリー』1996年7月号 - 1997年3月号）

- 恋鬼転生’92

## 書誌情報
秋田書店〈ボニータコミックス〉
- ディアナの戴冠（1982年刊、全2巻）
  1. 1982年4月発売、ISBN 4-25309046X
  2. 1982年8月発売、ISBN 4-253090478
- ヨコハマあんばらんす（1983年12月[2]、ISBN 4-253090923）
- 狙われた少年（1987年5月、ISBN 4-253091776[3]）
- 降霊教室（1987年12月[4]、ISBN 4-253091423
- 聖夜魔宴（1988年 - 1992年刊、全10巻）
  1. 1988年11月[5]、ISBN 4-253091504
  2. 1989年5月[6]、ISBN 4-253092233
  3. 1989年8月[7]、ISBN 4-253092241
  4. 1990年1月[8]、ISBN 4-25309225X
  5. 1990年10月[9]、ISBN 4-253092268
  6. 1991年1月[10]、ISBN 4-253092276
  7. 1991年4月[11]、ISBN 4-253092284
  8. 1991年7月[12]、ISBN 4-253092292
  9. 1991年12月[13]、ISBN 4-253092306
  10. 覚醒編 1992年4月[14]、ISBN 4-253094015
- 闇に咲く花（1990年12月15日[15]、ISBN 4-253093426
- 死を呼ぶ学園（1991年10月[16]、ISBN 4-253091482）
- 転生礼讃（1992年12月[17]、ISBN 4-253093280
- 魔星達の閃光（1993年11月[18]、ISBN 4-25309483X
- モザイク都市（1994年 - 1995年刊、全3巻）
  1. 1994年5月[19]、ISBN 4-253094937
  2. 1994年12月[20]、ISBN 4-253094945
  3. 1995年8月[21]、ISBN 4-253094953

宙出版〈ミッシィコミックスDX〉
- 神魔の戴冠（1997年2月[22]、ISBN 4-391916274